# Sint-Katharinakerk (Ruisbroek)

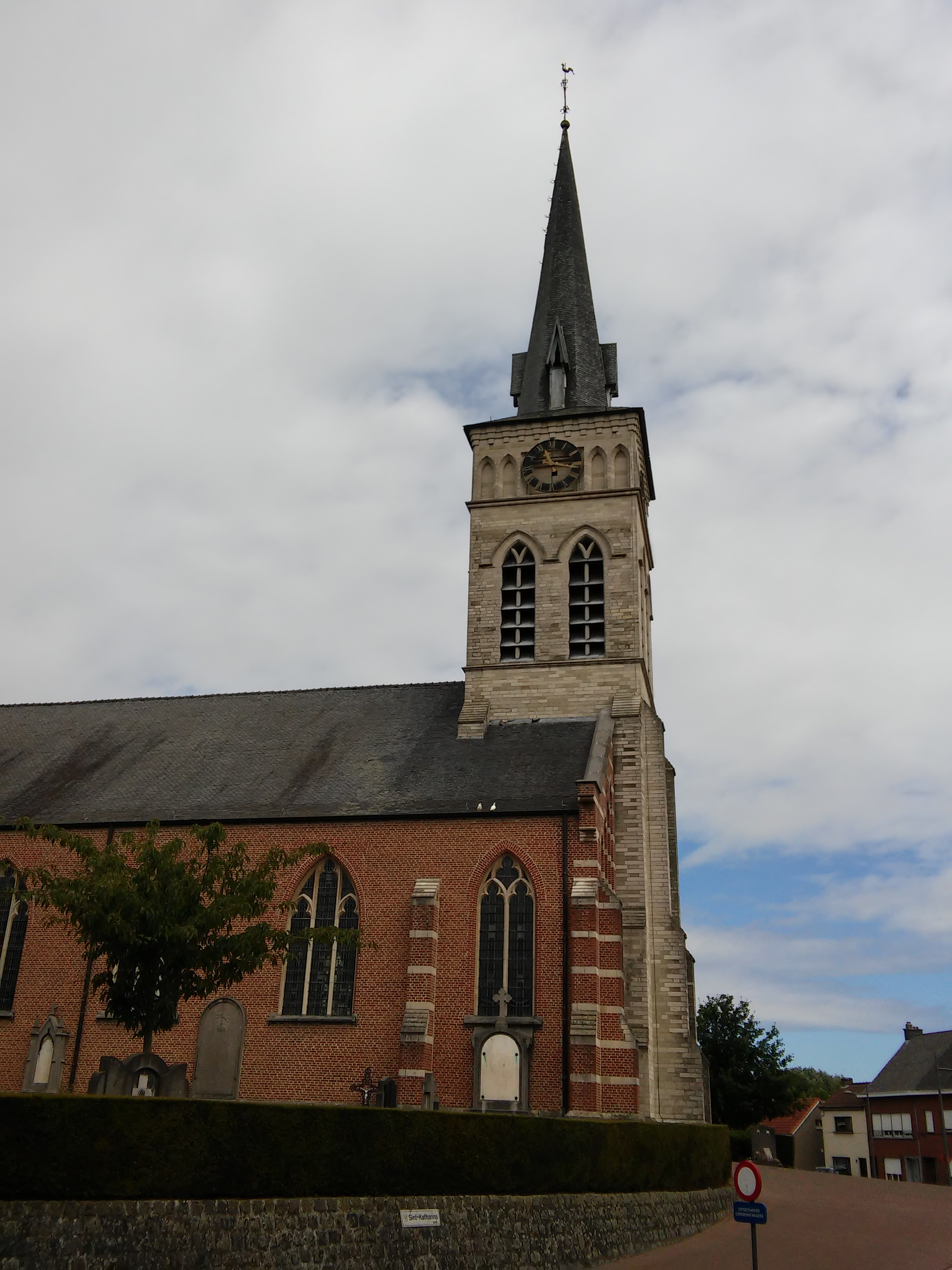
Sint-Katharinakerk

De Sint-Katharinakerk is de parochiekerk van de tot de Antwerpse gemeente Puurs-Sint-Amands behorende plaats Ruisbroek, gelegen aan Ruisbroek-Dorp 28.

## Geschiedenis
Al in de 12e eeuw, mogelijk zelfs de 11e eeuw, was Ruisbroek een zelfstandige parochie. Weinig is bekend over de bouwgeschiedenis van de kerk, maar in 1784 zou de kerk herbouwd en vergroot zijn. In 1786 werd de kerk, in plaats van aan Sint Katharina, aan Onze-Lieve-Vrouw gewijd.
In 1858-1859 werd de kerk vergroot naar ontwerp van Joseph Schadde, waarbij vooral het transept en het koor werden gewijzigd. De kerk werd in 1940 zwaar beschadigd door oorlogsgeweld en hersteld in 1965. In 1982 werd de kerk opnieuw aan Sint-Katharina gewijd.

## Gebouw
Het betreft een naar het westen georiënteerde neogotische driebeukige kruiskerk, opgetrokken uit baksteen en zandsteen. De kerk heeft een ingebouwde zandstenen toren. De basis van deze toren is mogelijk 14e-eeuws.

## Interieur
Het middenschip wordt overkluisd door een kruisribgewelf. De kerk bezit twee 17e-eeuwse schilderijen: Aanbidding der herders en het Goddelijk huwelijk van de heilige Herman Jozef. Verder een schilderij Geboorte van Christus uit het begin van de 18e eeuw. Er zijn witgeschilderde houten heiligenbeelden uit de 18e en 19e eeuw en een gepolychromeerd houten Mariabeeld uit de 17e eeuw. De communiebank van begin 18e eeuw is samengesteld uit panelen die afkomstig zijn uit het Falcontinnenklooster te Antwerpen, evenals de orgelkast uit de 2e helft van de 17e eeuw. Het doopvont is 15e-eeuws. Er zijn twee classicistische biechtstoelen uit de 18e eeuw.